# لانتارون

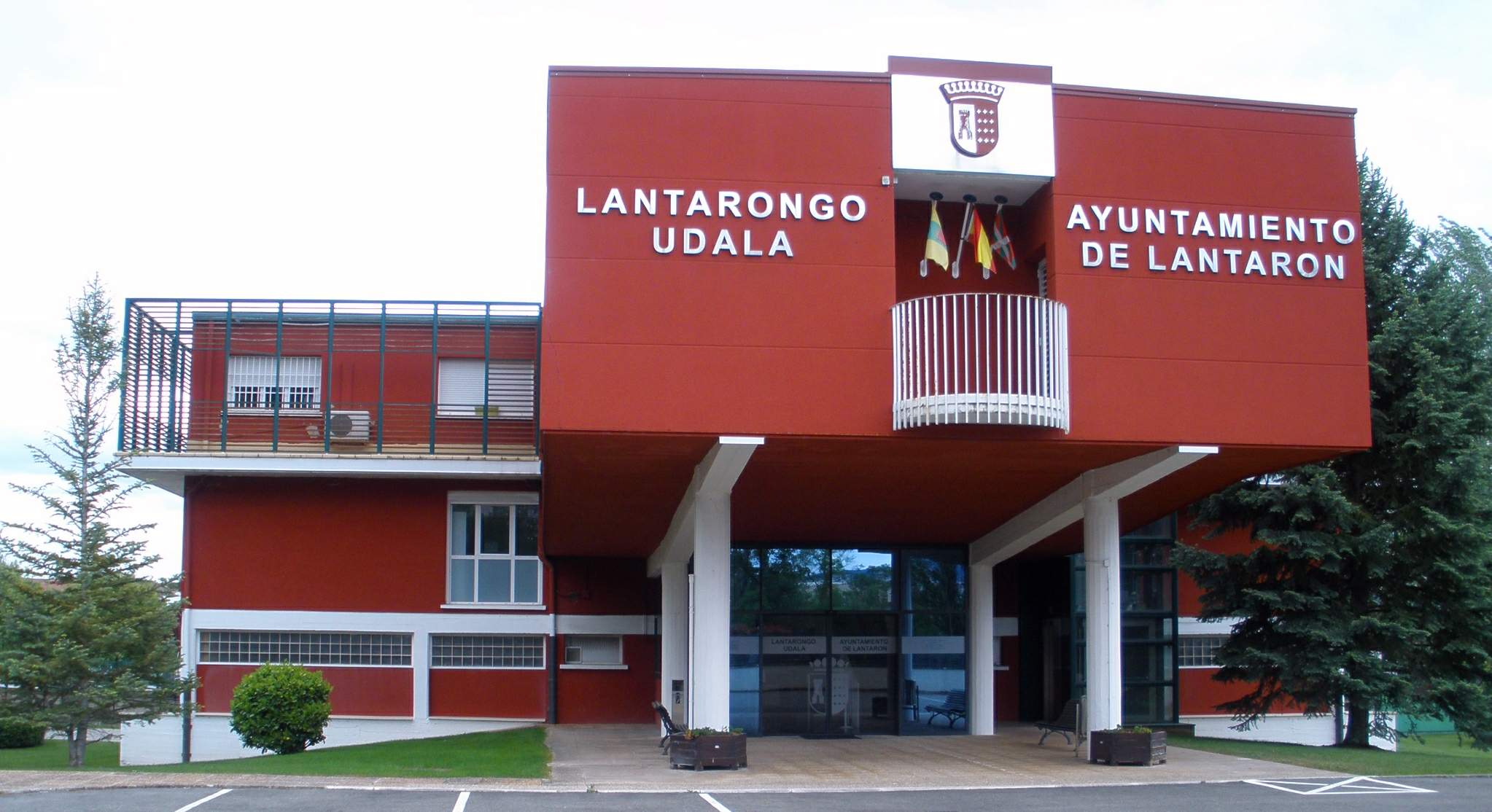
ساختمان تالار شهرداری دهستان لانتارن - ۲۰۲۲

لانتارُن دهستانی در استان آلابای اسپانیا است.
در این دهستان ۹۵۷ نفر زندگی می‌کنند. مساحت این دهستان ۶۱٫۶۸ کیلومتر مربع است.

## مراجع
- نام، جمعیت و مساحت از درگاه ملی آمار (اسپانیا) گرفته شده است.